# San Baltazar Atlimeyaya
San Baltazar Atlimeyaya är en ort i Mexiko.   Den ligger i kommunen Tianguismanalco och delstaten Puebla, i den sydöstra delen av landet, 80 km sydost om huvudstaden Mexico City. San Baltazar Atlimeyaya ligger 2 196 meter över havet och antalet invånare är 1 104.
Terrängen runt San Baltazar Atlimeyaya är lite bergig. Runt San Baltazar Atlimeyaya är det tätbefolkat, med 530 invånare per kvadratkilometer. Närmaste större samhälle är Atlixco, 9,9 km sydost om San Baltazar Atlimeyaya. Omgivningarna runt San Baltazar Atlimeyaya är en mosaik av jordbruksmark och naturlig växtlighet.